# Ștefan Golescu
Ștefan Golescu, född 1809, död 27 augusti 1874 i Nancy, Frankrike, var en rumänsk politiker. Han var bror till Nicolae Golescu och kusin till Alexandru Golescu.
Ștefan Golescu var rumänsk ministerpresident 1867-68.